# Gran Enciclopedia Galega Silverio Cañada
Gran Enciclopedia Galega Silverio Cañada o Gran Enciclopedia Galega (Grande enciclopedia Galiziana) è un'enciclopedia che tratta argomenti propri della regione spagnola della Galizia, in lingua galiziana. È distribuita in versione cartacea o digitale in DVD.
La prima edizione, di 43 tomi, in spagnolo con il nome di Gran Enciclopedia Gallega Silverio Cañada è del 1974, diretta da Perfecto Conde, Arturo Reguera López e Xosé Ramón Fandiño Veiga con la collaborazione di Xesús Alonso Montero. La versione in DVD esce invece nel 2005.
Ha 100.000 voci, 25.000 fotografie, 2.500 grafici e 500 mappe (includendo una mappa individuale per ognuno dei 315 comuni della Galizia).

## Versione in DVD
È divisa in 5 sezioni:
- Enciclopedia.
- Biografíe, con circa 4000 articoli.
- Araldica, con più di 2.000 voci di cognomi e lignaggi.
- "Descubre Galicia", (Scopri la Galizia) con un índice che arriva fino al livello delle parrocchie.
- "Dossier", dove l'utente può mettere da parte le informazioni che lo interessano.